# Shudra

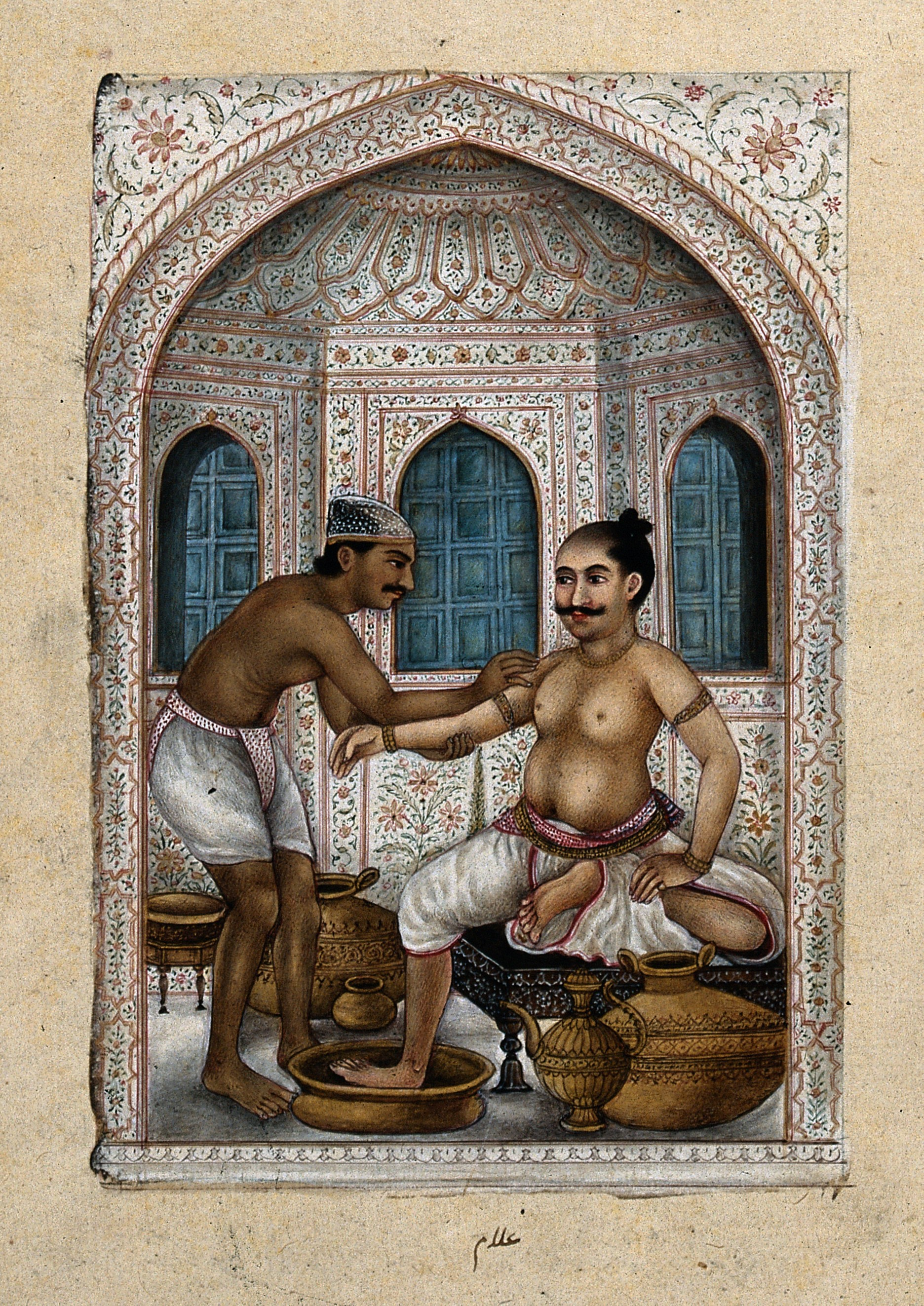
Un ghulum (préposé aux bains) du varna shudra s'occupant d'un client dans une maison de bains d'inspiration moghole

Les Shudra, çûdras, çudras ou sudras (en sanskrit : शूद्र, śūdra, « serviteur ») sont, dans le système des castes indiennes, un des quatre varnas. Ils exercent principalement des activités agricoles et artisanales, et se situent hiérarchiquement en dessous des trois autres varnas, qui constituent les deux fois nés (dvija). Ils s'apparentent aux serfs européens du Moyen Âge.
Selon Louis Dumont, les trois premières castes apparaissent dans les premiers livres du Rig-Véda mais les shudra seulement dans un hymne tardif ; ils pourraient être des aborigènes intégrés dans la société sous forme de servitude.
Les enfants de brâhmanes sont considérés comme Shudra tant qu'ils n'ont pas assimilé les textes sacrés, reçu l'initiation védique, qui permet d'être dvija, « deux fois né ».
Selon la tradition hindoue, la qualité principale du Shudra est le dévouement.

## Étymologie et origine
Le terme shudra est issu du sanskrit shud signifiant « pur ». Très employé, il peut désigner une personne ayant n'importe quelle jati. Vāyu-purāṇa 70.68 mentionne que Shudra est le nom d'une des dix épouses de Rishi Atri et est également le nom de la fille de Bhadrāśva et Gḥṛtācī selon Brahmāṇḍa-purāṇa III. 8.75. D'après Harivamsa, Shudrā est également le nom d'une des dix filles de Raudrāśva[réf. souhaitée].
Les lois de Manu codifient et rigidifient le système de castes ; la notion de jati se superpose à celle de varna.

## Comparatif avec les autres castes
Tout comme celle des brâhmanes, des kshatriyas, et des vaishyas, la classe des shudras, est considérée comme « noble » (ârya). Les quatre doivent aussi respecter l'Ahimsâ (« non-violence ») pour prouver leur noblesse « dharmique » (il s'agit là d'impératif théorique, d'un âge d'or) ; les shudra sont donc aussi des représentants du dharma, du « devoir » de non-violence par leur service rétribué incarnant le minimum social, mais sans avoir la volonté d'acquérir une connaissance sacrée (auquel cas, il serait comme Vyasa, le compilateur des Védas, un brâhmane né d'une mère hors-caste). Les Dalits, Intouchables, nommés en sanskrit chandalas, « mangeurs de chien », sont les hors-castes, d'une condition associant celle du chasseur, du pêcheur, du bourreau, du circonciseur et de l'exciseur, tout ce qui a un lien avec la violence (selon les Lois de Manu).

## Dans les textes

### Dans les textes védiques
Le terme Shudra apparaît dans le Rigveda,, dans un verset du Purusha Sukta (en) (l'un des 1028 hymnes),.
Le Rigveda date probablement de 1500 avant notre ère,. Cependant, en 1868, John Muir suggère que le verset traitant des varnas a « tout caractère de modernité à la fois dans sa diction et ses idées ». Il est admis que le verset du Purusha Sukta fut inséré à une date ultérieure dans le texte védique,.
Selon Stephanie Jamison et Joel Brereton, professeur de sanskrit et d'études religieuses, « il n'y a aucune preuve dans le Rigveda d'un système de castes élaboré, très subdivisé et global », et « le système de varna semble être embryonnaire dans le Rigveda et, tant à l'époque que plus tard, un idéal social plutôt qu'une réalité sociale ». D'après l'historien R.S.Sharma, « la société védique du Rigveda n'était organisée ni sur la base de la division sociale du travail ni sur celle des différences de richesse… [elle] était principalement organisée sur la base de la parenté, de la tribu et de la lignée ».
Selon Romila Thapar, la mention des Shudras et d'autres varnas dans le texte védique est à l'origine de ce phénomène, et que « dans l'ordre des varnas de la société, les notions de pureté et de pollution étaient centrales et les activités étaient élaborées dans ce contexte » et qu'il est « formulé et ordonné, divisant la société en quatre groupes disposés de manière hiérarchique ».
Dans la mythologie hindoue, le terme pusan renvoie au conducteur du soleil, qui connaît les chemins, apportant ainsi la lumière, la connaissance et la vie à tout le monde. Or, dans une Upanishad de l'ère védique, le pusan est associé aux shoudras,, alors qu'un autre texte l'associe aux autres varnas, de Brahmane à Vaishya.
Sharma écrit que, dans les textes védiques, mention n'est jamais faite de restrictions alimentaires ou liées au mariage, que ce soit entre Shudras et autres varnas ou entre Dasa et aryens (nobles). De plus, à la fin de l'Atharva Veda, « Shudra n'est pas mentionné, probablement parce que son varna n'existait pas à ce stade ».

### Dans l'Arthashastra
Dans l'Arthashâstra, les aryens sont considérés comme libres et ne pouvant jamais être esclaves. Or, dans ce texte, les shudras sont pas considérés comme aryens. Cela ne signifie cependant pas que les shudras sont esclaves ou issus d'une caste fermée (cette dernière interprétation étant ultérieure au texte). Selon Rangarajan, les lois sur l'emploi présentées dans l'Arthashastra sont sujettes à diverses interprétations de traducteurs et commentateurs, et l'opinion admise est que « l'esclavage, tel qu'il était pratiqué dans la Grèce contemporaine, n'existait pas dans l'Inde de Kautilya ».
Kautilya défend les droits de toute la population, y compris des Shudras, à participer aux guerres. Le politologue Roger Boesche (en) estime que cela relève de l'intérêt du dirigeant « d'avoir une armée populaire qui lui soit farouchement loyale, précisément parce que le peuple a été traité avec justice ».

### Dans les Lois de Manu
Les Lois de Manu sont principalement consacrées aux classes des Brahmanes et des Kshatriyas, énonçant un code de conduite (règle du dharma). Les deux autres classes, Vaishyas et Shudras, sont évoquées dans une courte partie : les sections 9.326 - 9.335 des lois de Manu indiquent huit règles pour les Vaishyas et deux pour les Shudras.
Dans la section 10.43 - 10.44, le texte donne une liste de tribus Kshatriya qui, par négligence des prêtres et de leurs rites, sont tombées au statut de Shudras. Ce sont : Pundrakas, Codas, Dravidas, Kambojas, Yavanas, Sakas, Paradas, Pahlavas, Chinas, Kiratas et Daradas,.

### Dans le Yājñavalkya Smṛti et Kalpa
D'après Laurie L. Patton (en), professeure de religion spécialisée dans l'Inde antique, les droits des Shudras varient selon les textes antiques. Ainsi, il y a contradiction au sujet d'un rite de passage, l'upanayana : alors que la section 9.15 de l'Atharva-Véda l'autorise aux shudras, l'Apastamba Grhysutra le leur interdit, ainsi que l'éducation religieuse (apprentissage des Védas). Le Yājñavalkya Smṛti (en), en revanche, mentionne des étudiants shudras, et le Mahabharata indique que les quatre varnas (et donc les shudras) peuvent entendre les védas. D'autres textes hindous vont plus loin, affirmant que les Brahmanes, Kshatriyas et Vaishyas peuvent recevoir un enseignement d'un shudra et que le Yajña peut être accompli par un shudra. Ces droits et cette mobilité sociale ont pu naître à une époque de prospérité économique, qui voit également une amélioration du droit des femmes.

### Dans les upanishads médiévaux
Des upanishads de l'époque médiévale, tels le Vajrasuchi Upanishad (en), traitent des varna et le terme shudra y est mentionné,. Selon Ashwani Peetush, professeur de philosophie à l'université Wilfrid Laurier, le Vajrasuchi Upanishad est un texte significatif car il affirme que tout être humain, quel que soit son milieu social, peut atteindre l'état spirituel le plus élevé de l'existence.

### Dans les textes non-hindous
Outre les contradictions des textes hindous, les textes non-hindous donnent une image différente des shudras : par exemple, un texte bouddhiste mentionne des shudras connaissant les Vedas, la grammaire, la Mimamsa, le Sâmkhya, le Vaisheshika et le lagna.
Selon Johannes Bronkhorst, professeur d'indologie spécialisé dans les débuts du bouddhisme et de l'hindouisme, les anciens textes bouddhistes traitent peu de varna. A la place, ils évoquent des ménages (en pali : gahapati), sans distinction interne. Même les brahmanes sont nommés ainsi (Brāhmaṇa-gahapati). Dans les textes bouddhistes, le terme "varna" est employé dans une perspective théorique, mais peu en rapport avec la pratique réelle.

## Éducation
D'après l'historien R.S. Sharma, les Dharmaśāstras ne permettent pas aux shudras d'accéder à une « éducation alphabétisée ». En revanche, ils sont éduqués à d'autres métiers, comme le dressage d'éléphants. Selon lui, la croyance selon laquelle agriculture et savoir religieux se gâteraient s'ils entraient en contact explique que les textes leur refusent l'éducation védique. Si les autres varnas présentaient des degrés variables d'alphabétisations, les shoudras étaient analphabètes. Mahatma Jyotirao Phule, intellectuel militant issu du varna shudra, attribue la détérioration de sa classe à l'analphabétisme et insiste sur l'éducation,,,. Il déclare :
« Par manque d'éducation, l'intellect s'est détérioré, par manque d'intellect, la moralité a décliné, par manque de moralité, le progrès s'est arrêté, par manque de progrès, la richesse a disparu, par manque de richesse, la Shudra a péri et tous ces chagrins sont nés de l'analphabétisme »

## Activité

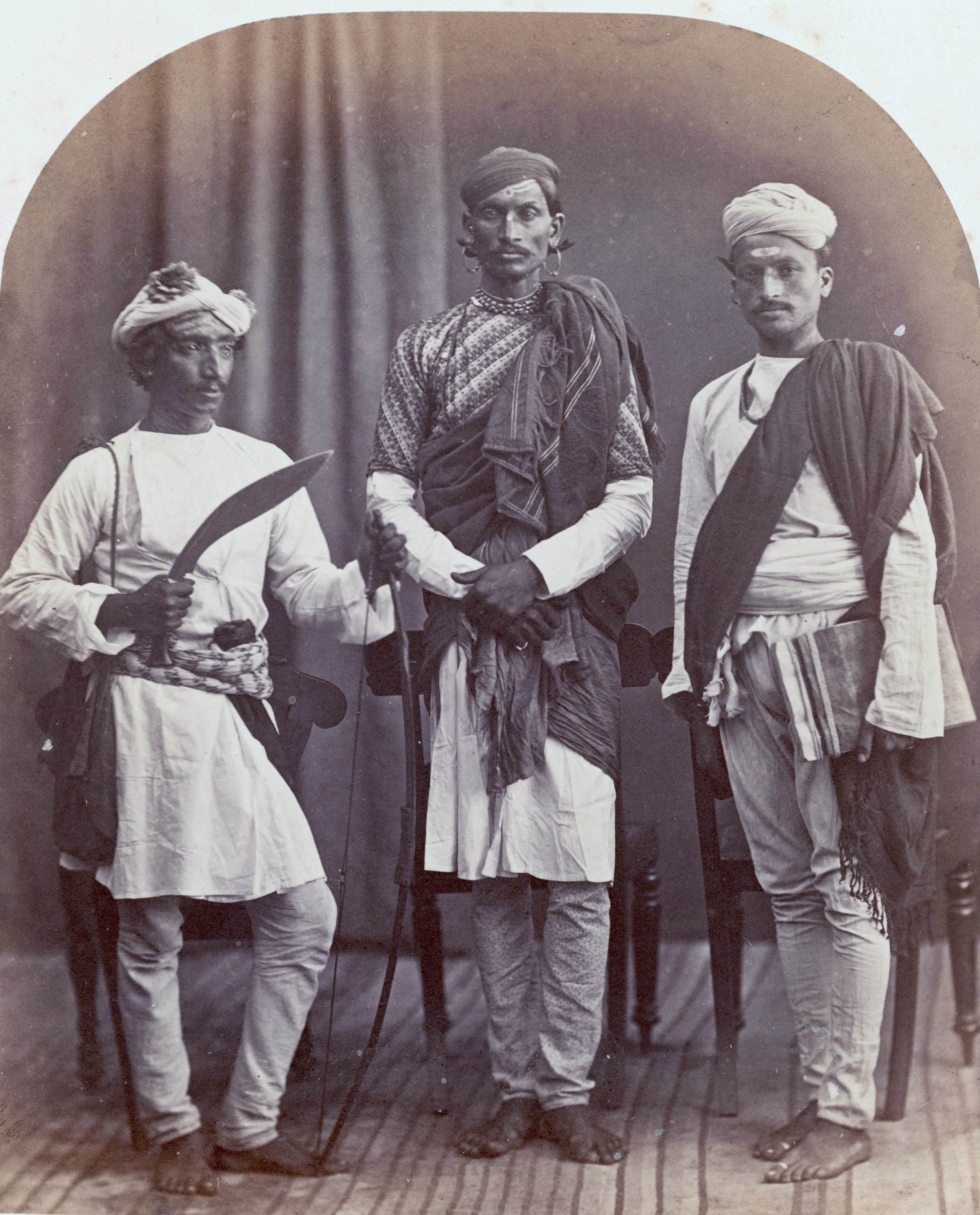
De gauche à droite : un Gurkha, un Brahmane et un Shudra (1868).

Traditionnellement, les Shudras sont paysans et artisans. Décrits comme des paysans dans les textes anciens, ils sont qualifiés de donneurs de blé et, d'après les textes, sont rémunérés « par la faucille et les épis de maïs ». Le précepte ancien, « les védas sont destructeurs de l'agriculture et l'agriculture est destructrice des védas », est présenté comme l'une des raisons pour lesquelles les Shudras n'étaient pas autorisés à apprendre les Védas. Au VIIe siècle, Xuanzang, voyageur chinois, documente également le fait que les paysans sont shudras. De plus, un paria devenu agriculteur devient également shudra,,,,,,,.
Pour l'auteur Marvin Davis, les Shudras n'ont pas l'obligation d'apprendre les Védas. Ils ne sont pas considérés comme deux fois nés (djiva), et, selon le système de castes, sont destinés au service (seda) des trois autres varnas,. Pourtant, le terme "djiva" est absent de la littérature antique : il ne se trouve pas dans les Vedas, ni les Upanishad, ni les Shrauta-sutras ou les Grihya-sutras. Ainsi, le terme djiva indique que cette situation des shudras date du Moyen Âge.
Les métiers traditionnels des Shudras relèvent, selon Ghurye, de l'agriculture, de l'artisanat et du commerce. Cependant, cette classification varie dans la recherche. D'après Drekmeyer, Shudras et Vaishyas partagent de nombreuses occupations et se regroupent souvent,.
Les Shudras sont artisans selon l'Arthashastra, mais pratiquent tous les arts selon le Vishnusmriti (IIIe siècle). En revanche, le Parasarasmriti et d'autres textes affirment que les arts et l'artisanat relèvent du domaine professionnel des quatre varnas.
A l'inverse, d'autres sources montrent que les shudras effectuent d'autres activités, d'après le sociologue Naheem Jabar. Ainsi, des textes, dont des épopées, présentent des shudras rois ou ministres. Selon Ghurye, la notion d'hérédité dans le métier (qui contribue à fonder le système de caste) était fausse pour plusieurs régions indiennes. Selon les circonstances, les membres des quatre varnas exerçaient plusieurs types de métiers,. Ghurye affirme :

« Bien que, théoriquement, la positionn sociale des Shudras soit très basse, des preuves montrent que nombre d'entre eux étaient aisés. Certains réussirent à marier leurs filles dans des familles royales. Sumitra, une des trois épouses du roi Dasharatha, était Shudra. Certains parvirent même à monter sur le trône. Le célèbre Chandragupta est traditionnellement réputé pour être Shudra. »

— G. C. Ghurye, Caste et race en Inde

### À Bali, en Indonésie
Parmi les communautés hindoues de Bali, en Indonésie, les shudras (appelés localement soedras), sont souvent prêtres de temple (bien que les prêtres de temple puissent appartenir à tout varna). Dans la plupart des régions, ce sont les Shudra qui font des offrandes aux dieux au nom des fidèles hindous, chantent des prières, récitent les meweda (Vedas) et fixent le déroulement des fêtes des temples balinais.

### Preuves historiques
Des chercheurs, en quête de preuves historiques de l'existence de varna et jati dans l'Inde médiévale, en ont trouvé difficilement et de contradictoires,.
L'Andhra Pradesh, qui date du Moyen Âge, mentionne rarement les varnas. Ainsi, Cynthia Talbot, professeure d'Histoire et d'études asiatiques, questionne l'importance des varnas dans la vie quotidienne dans l'époque. Jusqu'au XIIIe siècle, la mention de jati est encore plus rare. Deux rares registres de donateurs de temples provenant de familles de guerriers du XIVe siècle prétendent être des Shudras. L'un déclare que les Shudras sont les plus courageux, l'autre affirme que les Shudras sont les plus purs.
Richard Eaton, professeur d'Histoire, écrit : « N'importe qui peut être guerrier, sans distinction d'origines sociales, et les jati ne formaient pas l'identité des personnes. Les occupations étaient fluides. » Entre le XIe et le XIVe siècle, dans la population hindoue Kakatiya de la région du Deccan, les preuves montrent, selon Eaton, que les Shudras appartenaient à la noblesse, et beaucoup « de père et de fils avaient des professions différentes, ce qui suggère que le statut social était gagné, et non pas hérité ».
D'après Johannes Bronkhorst, aucune des inscriptions d'Ashoka ne mentionne les shudras (ni les kshatryas et vaishya) : seuls sont évoqués Brahmanes et Shramanas.
Au Moyen Âge, plusieurs membres du mouvement populaire bhakti (poètes-saints, chefs religieux…) étaient shudras, comme Toukaram et Namdev,. Les compositions de Namdev étaient reconnues non seulement dans la communauté hindoue du Maharashtra, mais aussi dans la communauté sikh. Les gourous sikhs de la région du Pendjab inclurent ces compositions dans leur compilation des écritures sikh,.

## Commentaires

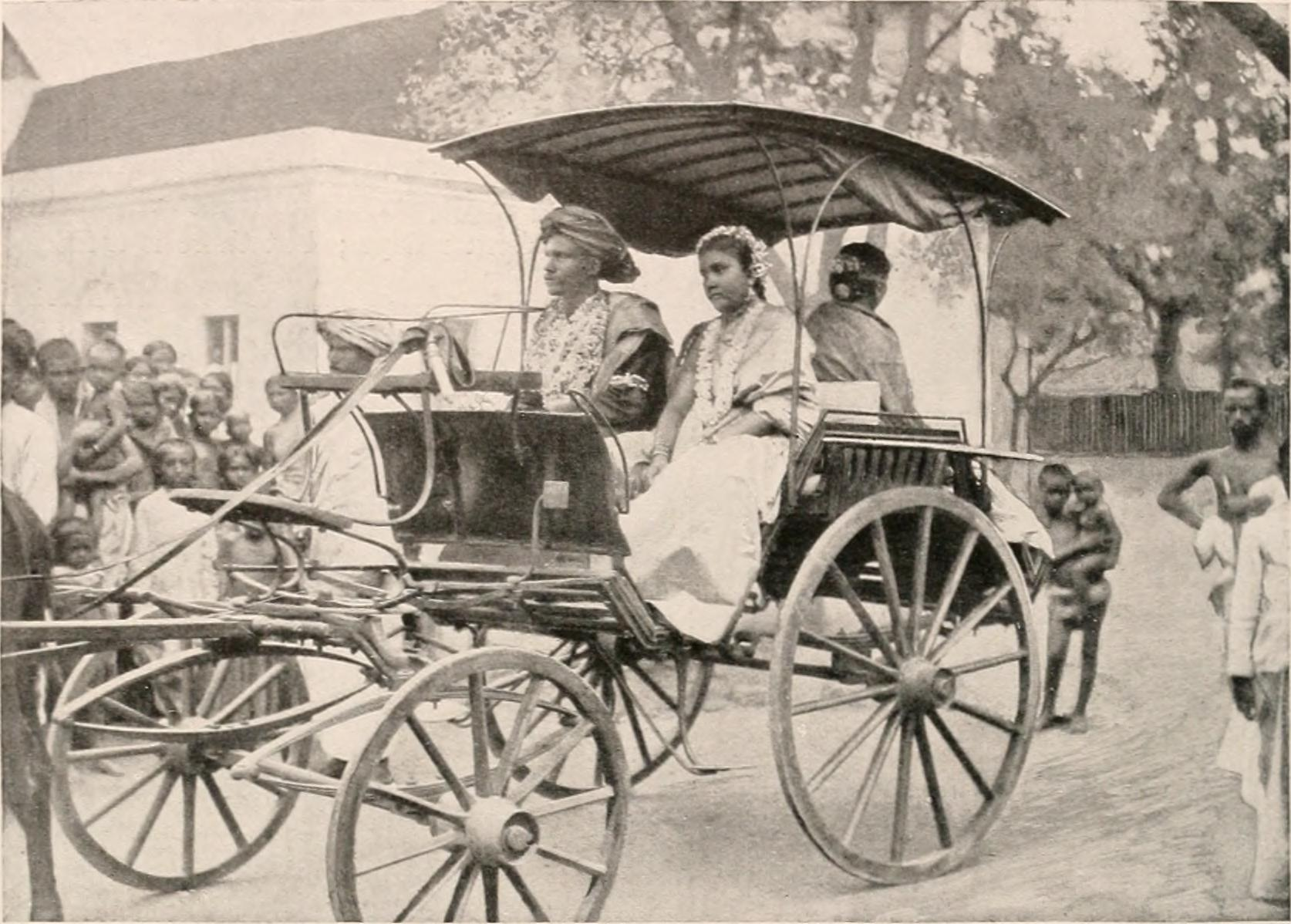
Mariée et marié shudras (photographie de 1908)

D'après Bhimrao Ramji Ambedkar, réformateur social, les varnas étaient originellement trois : brahmane, kshatrya et vaishya. Les shudras étaient des kshatryas à qui les brahmanes refusaient l'Upanayana, rituel d'initiation. Cette affirmation est critiquée par l'historien Sharma, selon qui elle ne se fonde que sur des traductions et sur la croyance, alors répandue parmi les membres éduqués des basses castes, que les shudras ont des origines plus nobles.
Sri Aurobindo déclare que les varnas existent, dans des proportions différentes, dans toutes les sociétés humaines. Selon lui, ce système s'est transformé en quelque chose de différent de ce qui était initialement prévu.
Les principes de l’hindouisme védique du nord de l'Inde ont moins d'influence dans le sud, où seuls existent les varnas de Brahmane et Shudra. Certains non-brahmanes se nommaient Sat Shudra (shudra propre), par opposition aux non-brahmanes des autres communautés.